# نادي لو تشو دي فوندز
نادي لو تشو دي فوندز (بالفرنسية: FC La Chaux-de-Fonds)‏ نادي كرة قدم سويسري يشارك في بطولة دوري الدرجة الثالثة . تم تأسيس النادي في سنة 1894 .